# Luke McAlister
Pour les articles homonymes, voir McAlister.

a Compétitions nationales et continentales officielles uniquement.

b Matchs officiels uniquement.
Dernière mise à jour le 4 mars 2025.
Charles Luke McAlister, né le 28 août 1983 à Waitara (Nouvelle-Zélande), est un joueur international néo-zélandais de rugby à XV, jouant au poste de demi d'ouverture successivement avec les Blues, des Sale Sharks, du Stade toulousain, du RC Toulon et de l'ASM Clermont. Il peut également évoluer au poste de trois-quarts centre.

## Biographie
Il joue avec l'équipe de Nouvelle-Zélande des moins de 19 ans (2001 et 2002) et avec celle des moins de 21 ans (2004). Il dispute son premier test match le 9 juillet 2005 contre les Lions britanniques au poste de demi d'ouverture.
Joueur performant, capable de prendre la ligne d'avantage, McAlister est apparu avec les Néo-zélandais à la fois comme le concurrent direct et à terme la doublure de Daniel Carter au poste de demi d'ouverture. Graham Henry, l'ancien sélectionneur de l'équipe de Nouvelle-Zélande, a l'idée de les associer : Carter en demi d'ouverture et McAlister en premier centre. Le fait que McAlister soit droitier et Carter gaucher a tactiquement des avantages dans l'occupation du terrain par le jeu au pied. Luke McAlister, très bon botteur par ailleurs, peut suppléer, selon les conditions du match, Carter dans le jeu au pied.
Lors du quart de finale perdu contre la France à Cardiff lors de la coupe du monde 2007, McAlister, aligné comme premier centre, prend le poste de demi d'ouverture à la suite des blessures consécutives de Dan Carter puis de Nick Evans. Bien qu'il marque un essai lors du match, une partie de la défaite peut lui être imputée. En effet, McAlister a mis par deux fois son équipe en difficultés. La première fois en écopant d'un carton jaune à la 45e minute obligeant son équipe à jouer à 14 pendant 10 minutes. La deuxième fois en ne réussissant pas à transformer l'essai de Rodney So'oialo.

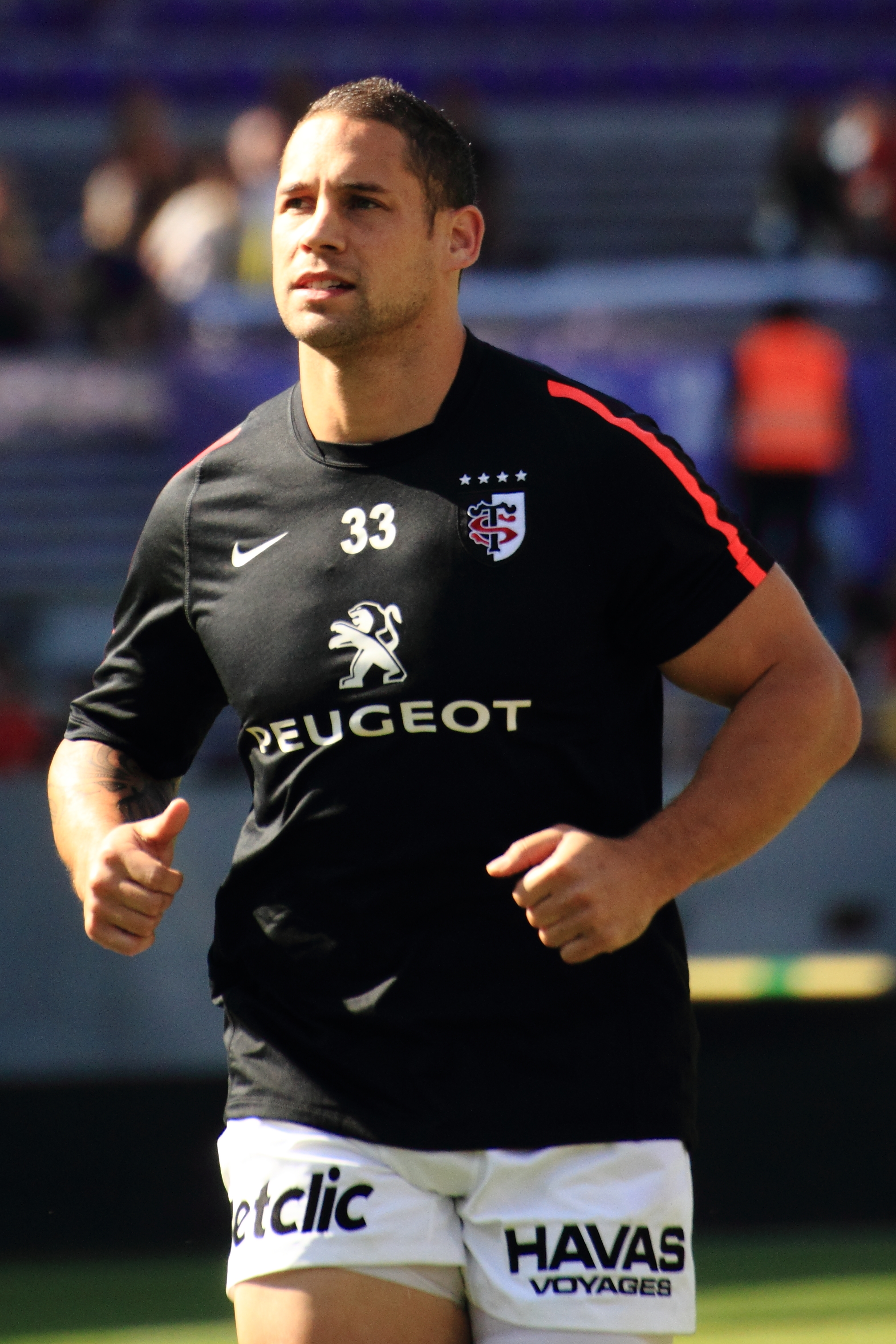
Luke McAlister sous les couleurs du Stade toulousain

En signant en 2007 à Sale, sous les ordres de Philippe Saint-André, il prend la décision de mettre entre parenthèses sa carrière internationale. La fédération néo-zélandaise ne prévoit pas en effet la sélection de ses joueurs dans des championnats étrangers. Par ailleurs Luke McAlister, avait déjà vécu à Manchester de 4 à 13 ans où il a pratiqué du football à l'académie de Manchester United. À la fin de la saison 2008-2009, les médias sportifs le disent hésitant, à retourner jouer dans le Super 14, comptant désormais parmi les stars du championnat anglais. Malgré l'éternelle comparaison qu'on lui fait avec Daniel Carter en Nouvelle-Zélande, il signe, en 2009, dans la province de North Harbour et joue avec les Blues. Il explique alors que sa décision est principalement liée à sa volonté de partager du temps avec sa fille Astyn qui vit à Auckland depuis la séparation de McAllister avec sa femme.
À son retour, il obtient une dérogation de la Fédération néo-zélandaise de rugby à XV (NZRU), afin de lui permettre d'évoluer sous le maillot des All Blacks bien qu'il ne satisfasse pas à la règle qui spécifie que tout sélectionné doit avoir joué dans les championnats domestiques, Super 14 ou Championnat National des Provinces. Après trois rencontres, deux contre les Français puis une face à l'Italie, il dispute trois rencontres du Tri-nations 2009, avec une seule place de titulaire. Il fait également partie de l'effectif lors de deux autres rencontres, mais ne rentre pas en jeu. La Nouvelle-Zélande, après quatre titres successifs dans cette compétition, termine deuxième derrière l'Afrique du Sud. Il dispute deux autres tests en novembre de la même année, face à l'Italie puis la France, ce qui constitue sa dernière apparition avec les All Blacks, puis un match face aux Barbarians.
Toutefois, son rendement avec ses équipes de provinces ne sont pas conformes aux attentes : il manque le début de la saison 2010 de Super 14 en raison d'une blessure au mollet et d'un coup sur le nez, disputant finalement trois matchs en tant que titulaire avec les Blues et dix avec North Harbour. La saison suivante, il est également peu utilisé par l'entraîneur des Blues, Pat Lam qui lui préfère Stephen Brett au poste de demi d'ouverture.
Cela s'avère insuffisant pour s'avérer être un candidat à une place au sein du groupe de joueurs destinés à disputer la coupe du monde de 2011. Ainsi, en mars 2011, il signe un contrat de trois ans avec le Stade toulousain, pour participer au Top 14 et à la H Cup. Sa non sélection et une négociation avec North Harbour et la NZRU lui permet de ne pas terminer son contrat avec son club. et de rejoindre le Stade toulousain. Il intègre ainsi l'effectif dès le début de la saison de Top 14 2011-2012, au contraire de nombreux autres joueurs. Il prend rapidement une place prépondérante au sein de l'équipe, s'avérant plus particulièrement lors des deux rencontres des phases finales, avec 18 points sur 24 face au Castres olympique en demi-finale, puis au Rugby club toulonnais en finale, où il inscrit les 18 points de son équipe,. Son importante saison est récompensée par une présence parmi les trois candidats au titre de meilleur joueur de l'année du Top 14, avec le Castrais Chris Masoe et le Toulonnais Steffon Armitage, titre qui est finalement attribué à Masoe.
Sa saison suivante est également réussie sur le plan individuel, participant à vingt-et-un matchs de Top 14, pour trois essais. Éliminé lors de la phase de poule en Coupe d'Europe, le Stade toulousain bénéficie une nouvelle fois de l'apport de McAllister lors du barrage face au Racing Métro 92, rencontre où il inscrit 23 des 33 points de son équipe qui s'impose 33 à 19. En demi-finale, il inscrit les 9 points de son équipe, mais cela s'avère insuffisant face aux 24 points du Rugby club toulonnais.

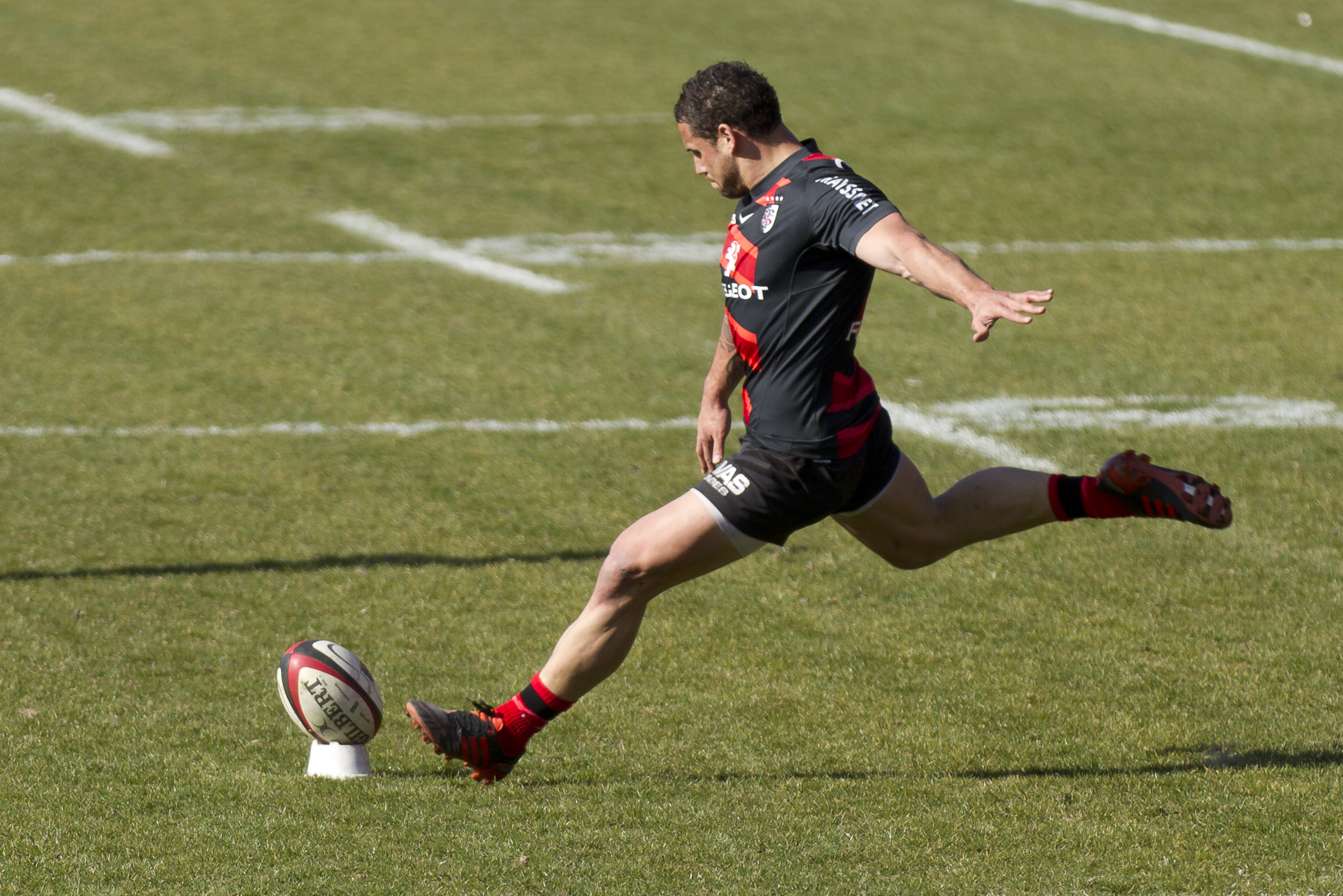
Luke McAlister transforme un essai sous les couleurs du Stade toulousain le 10 mars 2012.

Lors de la saison 2013-2014, il se blesse lors d'une rencontre de la première phase de la Coupe d'Europe face aux Saracens. Cette blessure, rupture du tendon du biceps gauche, le prive de compétitions pendant trois à quatre mois. Pendant son absence, il prolonge de deux ans son contrat avec Toulouse, ce qui le lie avec ce club jusqu'en 2017, une année supplémentaire étant également en option. Son importance au sein du Stade toulousain se matérialise par les statistiques : avant son retour de blessure, McAllister a disputé 63 des 98 rencontres du Stade toulousain depuis son arrivée au club, pour un pourcentage de victoire de 76 %. Après avoir également connu des problèmes de dos, il est titularisé par Guy Novès au poste de demi d'ouverture lors du quart de finale face au Munster, rencontre finalement perdue sur le score de 47 à 23. Toulouse termine sa saison en Top 14 en barrage face au Racing Métro sur une défaite 21 à 16, rencontre où McAllister est aligné au poste de premier centre.
En 2017, il quitte le Stade toulousain pour rejoindre le RC Toulon avec qui il a paraphé un contrat d'un an, plus un en option le 11 mai 2017.
En novembre 2017, il décide de rejoindre l'ASM Clermont Auvergne en tant que joker médical pour pallier les blessures de Camille Lopez et de Patricio Fernandez. Après seulement deux matchs avec son nouveau club, il se fracture la main et est absent durant 2 mois. Après avoir joué 9 matches et inscrit 18 points avec les auvergnats, il décide de mettre un terme à sa carrière en juin 2018.
Il rechausse finalement ses crampons pour jouer au Japon dès la saison 2018-2019, au Shimizu Blue Sharks (2ème division).

## Vie privée
Luke McAlister est le fils de Charlie McAlister (en), qui a évolué avec la sélection des Maoris, avant de rejoindre le Royaume-Uni pour évoluer en professionnel en rugby à XIII. La sœur cadette de Luke, Kayla McAlister est une joueuse de netball, puis internationale néo-zélandaise de rugby à sept et meilleure joueuse du monde en 2013.
Luke McAlister se marie à Brooke McAlister en 2006. Le couple a une fille, Astyn, née le 4 novembre 2004. Après une séparation quelques mois après son mariage, il a un deuxième enfant, un fils, Connor, né en 2010, avec Amanda Wilby. Ils sont séparés depuis le début de l'année 2012.[pertinence contestée]

## Statistiques

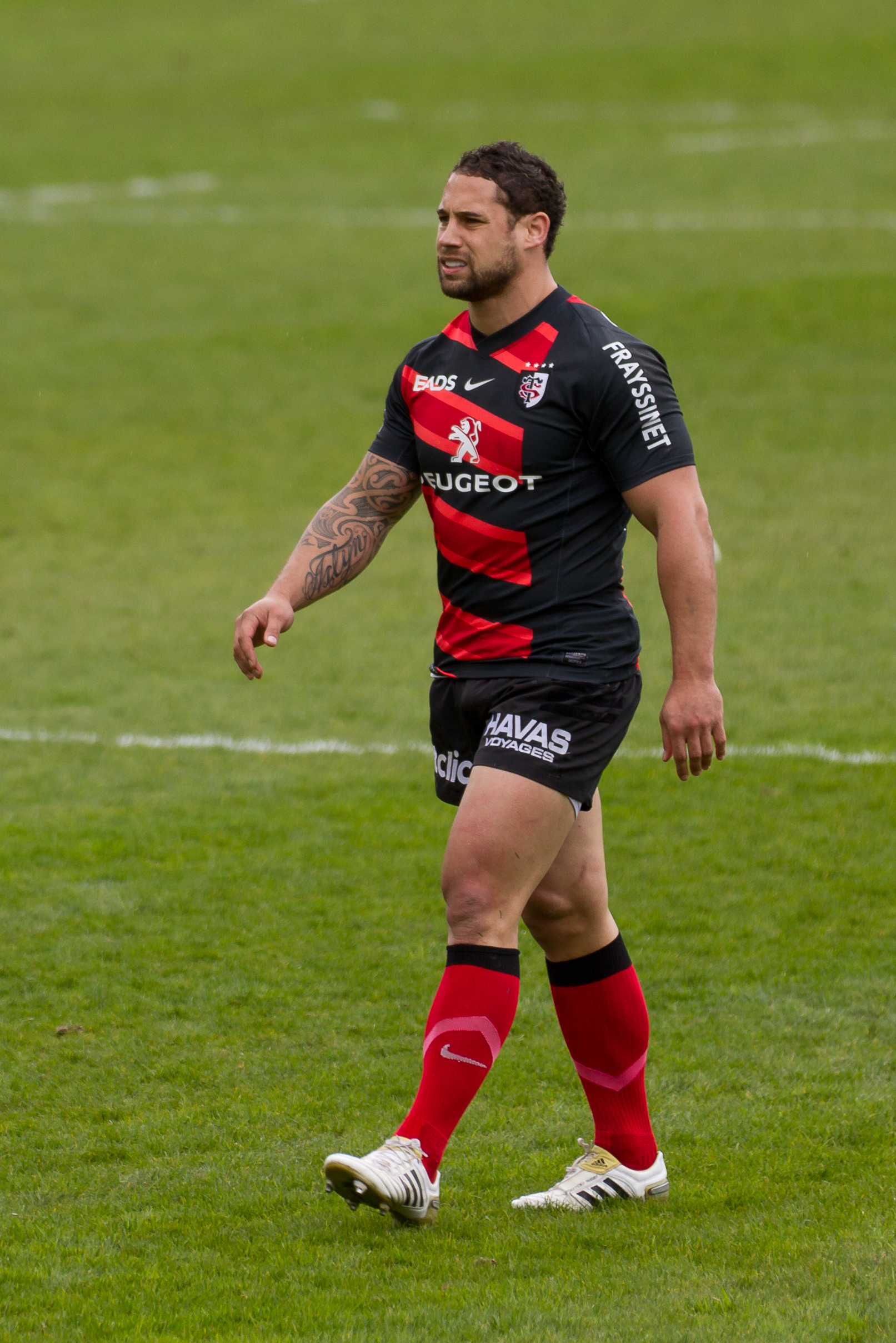

### Club et province
- 51 matchs en Super Rugby : 389 points (6 essais, 67 transformations, 74 pénalités, 1 drop)
- 76 sélections en province: 596 points (10 essais, 108 transformations, 109 pénalités, 1 drop)
- 34 matchs en H Cup: 164 points (4 essais, 21 transformations, 34 pénalités)
- 25 matchs en Premiership: 110 points (2 essais, 8 transformations, 28 pénalités)
- 128 matchs en Top 14: 711 points (14 essais, 94 transformations, 150 pénalités, 1 drop)

### En équipe nationale
- 31 sélections entre 2005 et 2009
- 153 points (7 essais, 23 transformations, 22 pénalités)
- sélections par année : 5 en 2005, 7 en 2006, 10 en 2007, 9 en 2009;
- Tri-nations disputés : 2005, 2006, 2007, 2009
- En Coupe du monde : 4 matchs et 17 points en 2007
- Équipe des Māori de Nouvelle-Zélande : Sélectionné en 2005 et 2010
- Équipe de Nouvelle-Zélande des -19 ans : 2001-2002
- Meilleur joueur de l'année 2002 des moins de 19 ans
- Équipe de Nouvelle-Zélande des -21 ans : 2002-2004
- Junior All Blacks : 2004-2005

De 2005 à 2009, Luke McAlister compte 30 sélections avec les All-Blacks, inscrivant 153 points. Avec les Kiwis, il dispute une Coupe du monde en 2007. Il participe à quatre éditions du Tri-nations en 2005, 2006, 2007 et 2009.

## Palmarès

### En club
- Avec les Blues :
  - Vainqueur du Super 12 en 2003

- Avec les North Harbour :
  - Vainqueur de la Ranfurly Shield en 2006

- Avec le Stade toulousain :
  - Vainqueur du Top 14 en 2012

### En équipe nationale
Luke McAlister a remporté trois fois le Tri-nations avec les All Blacks en 2005, 2006 et en 2007. Il est également quart de finaliste de la Coupe du Monde 2007.

#### Coupe du monde

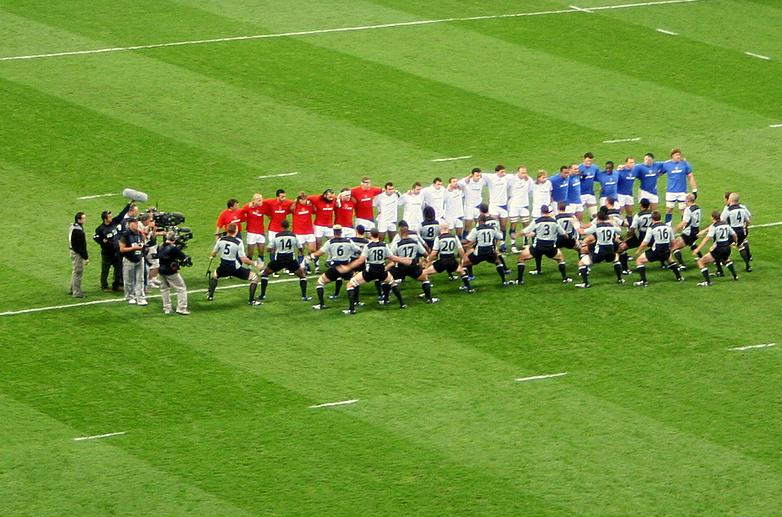
Quart-de-finale France - All Blacks en 2007.

| Édition     | Rang               | Résultats Nouvelle-Zélande | Résultats L. McAlister | Matchs L. McAlister |
| ----------- | ------------------ | -------------------------- | ---------------------- | ------------------- |
| France 2007 | Quart de finaliste | 4 v, 0 n, 1 d              | 3 v, 0 n, 1 d          | 4/5                 |

Légende : v = victoire ; n = match nul ; d = défaite.

#### Tri-nations
| Édition          | Rang | Résultats Nouvelle-Zélande | Résultats L.McAlister | Matchs L.McAlister |
| ---------------- | ---- | -------------------------- | --------------------- | ------------------ |
| Tri-nations 2005 | 1    | 3 v, 0 n, 1 d              | 3 v, 0 n, 1 d         | 4/4                |
| Tri-nations 2006 | 1    | 5 v, 0 n, 1 d              | 3 v, 0 n, 0 d         | 3/6                |
| Tri-nations 2007 | 1    | 3 v, 0 n, 1 d              | 3 v, 0 n, 1 d         | 4/4                |
| Tri-nations 2009 | 2    | 3 v, 0 n, 3 d              | 1 v, 0 n, 2 d         | 3/6                |

Légende : v = victoire ; n = match nul ; d = défaite ; la ligne est en gras quand il n'y a aucune défaite.